# Duno
Duno (Dün in dialetto varesotto) è un comune italiano di 158 abitanti della provincia di Varese in Lombardia. È il secondo comune meno popoloso della provincia, dopo Curiglia con Monteviasco.
Vi si trova il santuario-tempio votivo dei Medici d'Italia.

## Storia
Fu comune autonomo fino al 1928 quando venne annesso a Cuvio, capoluogo della Valle.
Riottenne l'autonomia comunale a partire dal 1954 distaccandosi da Cuvio, da cui dipendeva amministrativamente.

### Simboli
Lo stemma e il gonfalone sono stati concessi con decreto del presidente della Repubblica del 21 dicembre 1989.
Il gonfalone è un drappo rettangolare di azzurro.

## Società

### Evoluzione demografica
- 95 nel 1730
- 173 nel 1751
- 229 nel 1805
- annessione a Vergobbio nel 1809 e a Cuvio nel 1812
- 265 nel 1853
- 226 nel 1921
- annessione a Cuvio nel 1928
- 153 nel 1961

Abitanti censiti

## Monumenti e luoghi d'interesse

### Architetture religiose
- Chiesa di San Martino
- Parrocchia dei Santi Giuliano e Basilissa
- Tempio Votivo dei Medici d’Italia, dedicato alla Madonna del Rosario[9][10][11][12][13], annoverato nell'elenco dei Santuari e templi votivi della Diocesi di Como[14].